# سيزيوم-137

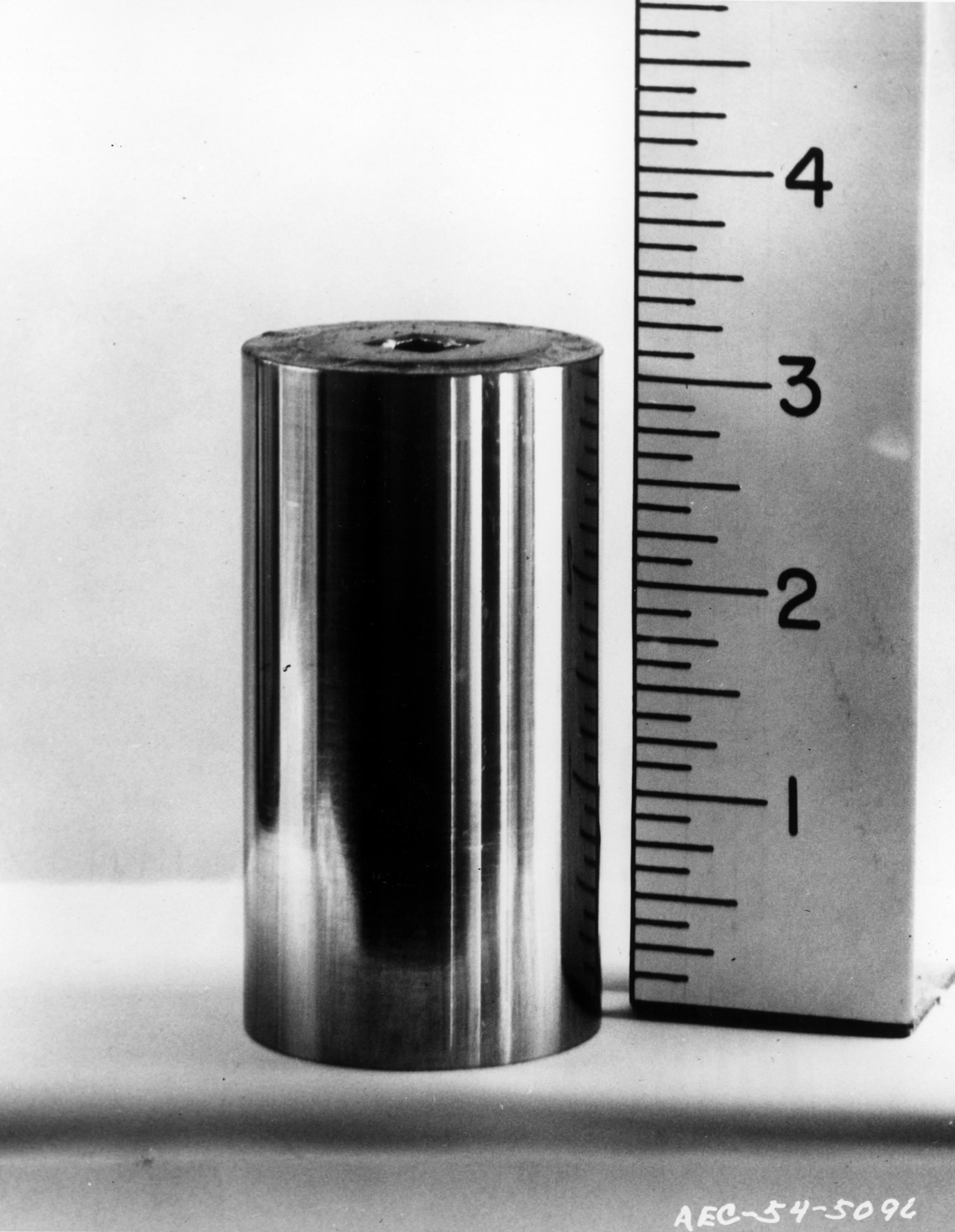

نظير السيزيوم-137 هو نظير مُشع من السيزيوم والذي يُشكل واحدًا من نواتج الانشطار النووي الأكثر شيوعًا من نظير اليورانيوم 235 والنظائر الانشطارية أخرى في المفاعلات النووية والأسلحة النووية. ومن بين أكثر النظائر المُشعة إشكالية حيث يكون من نواتج الانشطار القصيرة إلى المتوسطة العمر، لأنه يتحرك بسهولة ومن الممكن لو تـُرك أن ينتشر في الطبيعة نتيجةً لذوبان مركباته الكيميائية في الماء. ولكن العلماء والمهندسين العاملين في مفاعلات القوى يهتمون أكثر الاهتمام بتثبيته وتعبئته بطريقة سليمة لمنع تسربه بغرض حماية الناس من إشعاعاته. (تراقب عملهم في هذا الشأن هيئات حكومية، مثل هيئة فدرالية للوقاية من الإشعاع في ألمانيا.